# 웨인 쇼터
웨인 쇼터(영어: Wayne Shorter, 1933년 8월 25일 ~ 2023년 3월 2일)는 미국의 재즈 색소폰 연주자이자 작곡가이다. 쇼터의 작품 중 상당수가 재즈 표준이 되었고, 그의 작품은 전 세계적으로 인정을 받았으며, 비평가들의 찬사와 다양한 찬사를 받았다.
쇼터의 첫 번째 작품은 1950년대 말에 아트 블래키의 재즈 메신저스의 멤버로 널리 알려지게 되었고, 마침내 이 작품의 주요 작곡가가 되었다. 1960년대에, 그는 계속해서 마일스 데이비스의 세컨드 그레이트 퀸텟에 합류하여, 그곳에서 재즈 퓨전 밴드 웨더 리포트를 공동 설립했다.

## 어린 시절 및 교육
웨인 쇼터는 뉴저지주 뉴어크에서 태어나, 1952년에 그가 졸업한 뉴어크 예술 고등학교에 다녔다. 그는 십대일 때 그의 아버지에 의해 동축을 맡으라고 격려 받으면서, 음악을 사랑했다. 그의 형 알랜은 대학에서 트럼펫으로 바꾸기 전에 알토 색소폰을 연주했다. 1956년 뉴욕 대학교 음악 교육학과를 졸업한 뒤 미군에서 2년간 복무했으며, 그 동안 호러스 실버와 잠시 복무했다. 그는 제대한 후 메이너드 퍼거슨과 연주를 했다. 그의 젊은 시절에 쇼터는 "미스터 곤"이라는 별명을 얻었고 이후 웨더 리포트의 음반 제목이 되었다.

## 경력
그의 초기 영향으로는 소니 롤린스, 존 콜트레인, 콜먼 호킨스 등이 있다. 1959년 쇼터는 아트 블래키의 재즈 메신저스에 합류하여 4년 동안 머물렀고, 마침내 밴드의 음악 감독이 되었다. 그들은 함께 미국, 일본, 유럽을 돌며 몇 장의 음반을 녹음했고 그는 밴드를 위한 곡도 작곡했다. 이 기간 동안 쇼터는 "젊은 색소폰 연주자들 중 가장 재능 있는 사람 중 하나"로 자리매김했고 국제적인 인정을 받았다.

## 사망
2023년 3월 2일 로스앤젤레스에서 89세의 나이로 사망하였다.

## 음반 목록
- Introducing Wayne Shorter (Vee-Jay 1959)
- Second Genesis (Vee-Jay 1960)
- Wayning Moments (Vee-Jay 1962)
- Night Dreamer (Blue Note 1964)
- JuJu (Blue Note 1964)
- Speak No Evil (Blue Note 1965)
- The Soothsayer (Blue Note 1965)
- Et Cetera (Blue Note 1965)
- The All Seeing Eye (Blue Note 1965)
- Adam's Apple (Blue Note 1966)
- Schizophrenia (Blue Note 1967)
- Super Nova (Blue Note 1969)
- Odyssey of Iska (Blue Note 1970)
- Moto Grosso Feio (Blue Note 1970)
- Native Dancer with 밀톤 나시멘토 (1974)
- Atlantis (1985)
- Phantom Navigator (1986)
- Joy Ryder (1988)
- Carlos Santana and Wayne Shorter – Live at the Montreux Jazz Festival 1988 (1988)
- High Life (1995)
- 1 + 1 with 허비 행콕 (1997)
- Footprints Live! (2002)
- Alegría (2003)
- Beyond the Sound Barrier (2005)
- Without a Net (2013)
- Emanon (2018)